# La Fin d'Illa
Vous lisez un « bon article » labellisé en 2021.
La Fin d'Illa est un roman court de l'écrivain français José Moselli paru en 1925.
Le roman débute par la découverte d'un manuscrit par des marins sur un atoll du Pacifique. Cet écrit révèle l'existence d'une civilisation avancée aujourd'hui disparue. Le narrateur, le chef militaire Xié, raconte les derniers jours de la cité d'Illa alors que celle-ci, dirigée par le dictateur Rair, entre en guerre contre la cité voisine de Nour.
Affilié à la littérature merveilleuse-scientifique et utopique, ce roman réinterprète le mythe de l'Atlantide. José Moselli aborde les thèmes des avancées technologiques et de leurs conséquences sociales. En effet, la mise en place d'une dictature et la décadence morale qui accompagne les progrès scientifiques conduisent progressivement à l'autodestruction de la brillante civilisation d'Illa.
Le récit, publié initialement en feuilleton dans la revue Sciences et Voyages entre le 29 janvier et le 9 juillet 1925, est illustré par le dessinateur André Galland. Le roman fait l'objet de plusieurs rééditions en France pendant la seconde moitié du XXe siècle, mais n'est traduit en langue anglaise qu'au XXIe siècle.

## Genèse de l'œuvre

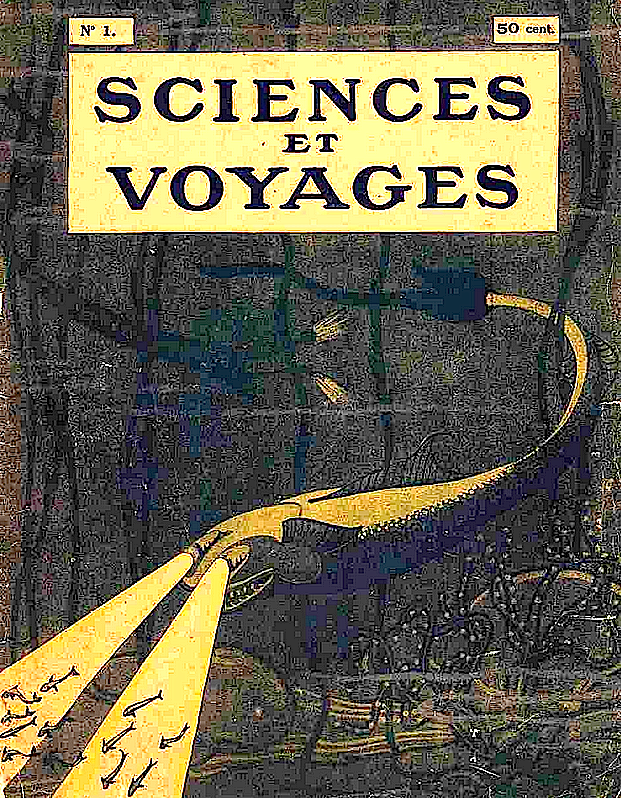
Lorsque les frères Offenstadt lancent Sciences et Voyages, ils font appel à José Moselli pour enrichir leur revue de romans conjecturaux.

Après une carrière dans la marine marchande, José Moselli rencontre en 1910 un des frères Offenstadt, qui lui propose d'écrire un roman d'aventures. Cette collaboration s'avère fructueuse et José Moselli devient rapidement un auteur phare des éditeurs Offenstadt.
Ainsi, durant sa carrière littéraire, il écrit près d'une centaine de romans à épisodes pour des revues publiées par les éditions Offenstadt, telles que L'Épatant, L'Intrépide, Le Petit Illustré ou encore Cri-Cri. C'est pourquoi, lorsque les deux frères lancent le 4 septembre 1919 la revue Sciences et Voyages, ils le sollicitent en lui demandant des courts récits appartenant à la littérature de l'imaginaire. José Moselli commence ainsi la publication de La Prison de glace (1919-1920) à partir du premier numéro de la revue, puis fournit le journal pendant de nombreuses années avec Le rayon « Phi » (1921), Les Conquérants de l'abîme (1922), ou encore dans son supplément annuel, l’Almanach scientifique, avec Le Voyage éternel ou les prospecteurs de l'infini (1923) et Le Messager de la planète (1924).
Au moment de la publication de La Fin d'Illa, les frères Offenstadt intentent un procès en diffamation contre l'abbé Calippe, qui classait dans son journal la revue Sciences et Voyages dans la catégorie des revues dangereuses pour la jeunesse. Ce recours en justice  s'inscrit dans la lignée d'actions similaires entreprises par les éditeurs, afin de préserver Sciences et Voyages comme une revue bel et bien à destination d'un jeune public. Néanmoins, comme pour les recours précédents, le 27 mai 1925, le tribunal d'Amiens déboute les éditeurs, au motif que les romans et articles que la revue publiait n'avaient rien de scientifiques, et pouvaient par conséquent avoir une action pernicieuse sur l'imagination et l'intelligence des enfants. D'après l'essayiste de science-fiction Jacques Van Herp, ce nouvel échec pourrait avoir eu directement des répercussions sur l'écriture du roman de José Moselli, celui-ci devant s'autocensurer pour atténuer la portée des inventions décrites.
Par ailleurs, bien que les récits de science-fiction ne représentent qu'une partie de l'œuvre de Moselli, qui écrivait principalement des romans d'aventures, entre 1919 et 1929, il publie dans Sciences et Voyages dix romans conjecturaux.

## Description

### Résumé

#### Prologue : Grampus Island

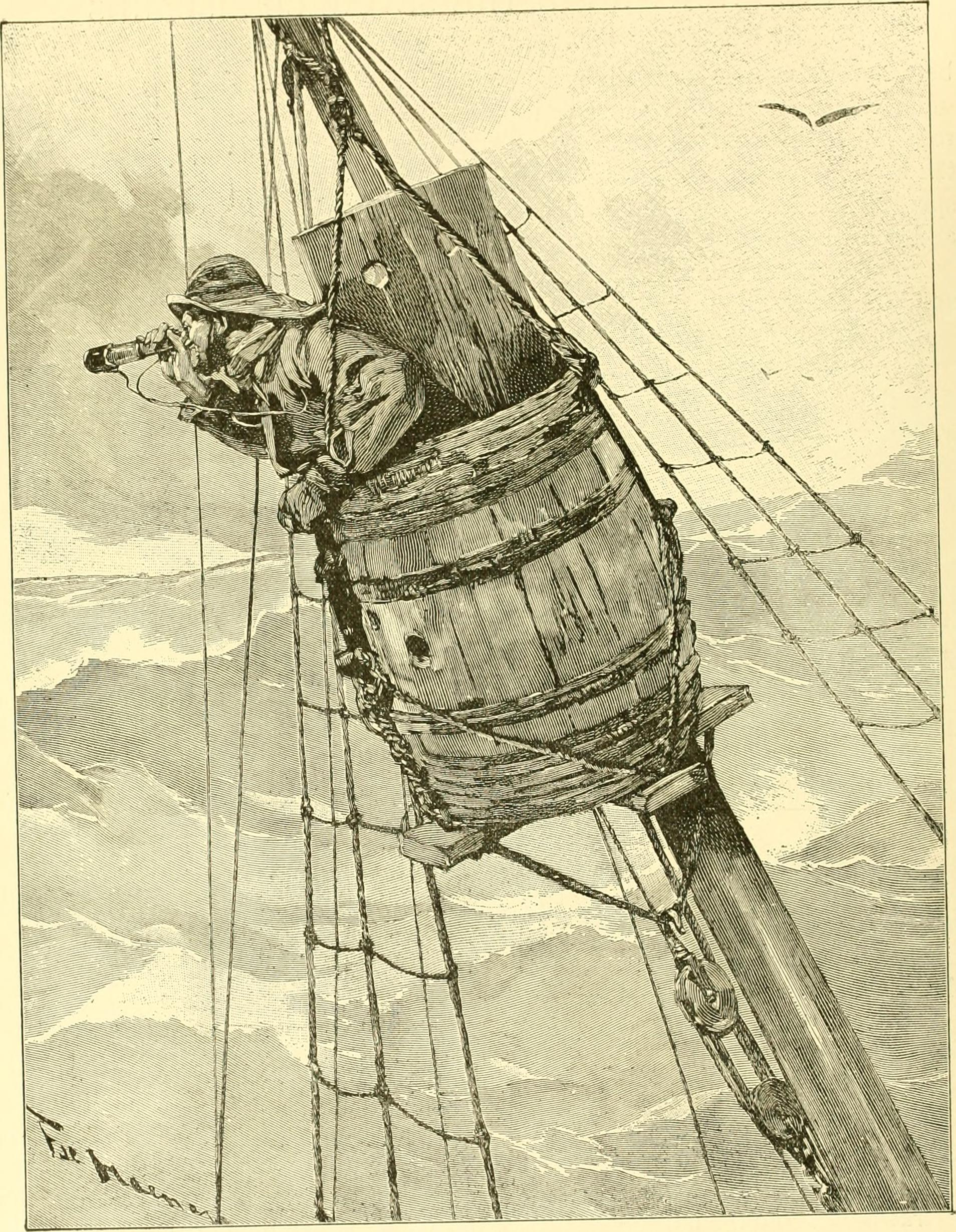
L'équipage du baleinier Grampus accoste une île inconnue et découvre le manuscrit qui raconte les derniers jours d'Illa.

Le récit débute le 22 mars 1875 alors qu'un baleinier américain du nom de Grampus navigue dans l'océan Pacifique sous le commandement du capitaine Ellis. Découvrant un îlot non répertorié, l'équipage débarque à la recherche d'eau potable. Pendant leur exploration de l'île, les marins découvrent, au milieu des vestiges d'une ancienne civilisation, une pierre violette d'une matière inconnue ainsi qu'un manuscrit rédigé dans un mystérieux alphabet. De retour à San Francisco, tandis que le capitaine Ellis raconte sa découverte que personne ne prend au sérieux, le manuscrit et la pierre sont vendus au docteur Akinson pour un prix dérisoire.
Pendant trente ans, le docteur travaille sur ces deux objets pour en découvrir le secret au point d'y épuiser toutes ses ressources financières. Ainsi, ce n'est qu'en avril 1905 qu'il parvient enfin à déchiffrer la première partie du manuscrit. Celle-ci raconte la vie d'un certain Xié, un habitant d'Illa, une cité antique technologiquement très avancée qui a totalement sombré dans l'oubli. Le docteur Akinson envoie son manuscrit traduit à un confrère de Washington le 5 mai 1905, reportant à plus tard la traduction de la seconde partie qui recèle toutes les formules mathématiques et les sciences inédites mises au point par la brillante civilisation d'Illa. Hélas, persuadée que son maître sombre dans la folie, la servante du docteur jette au feu le manuscrit original et le minerai violet. La combustion de l'étrange pierre provoque une énorme explosion qui détruit une grande partie de la ville de San Francisco. Pendant ce temps, la traduction arrive chez un professeur de l'université Harvard, le docteur Isambard Fullen. Cependant, le professeur décède avant même de lire le manuscrit, si bien que celui-ci est vendu à un bouquiniste de New York, avant d'être finalement livré tel quel aux lecteurs.

#### Première partie : La guerre du sang
Le narrateur, Xié, chef des armées de la cité d'Illa, entreprend la rédaction du manuscrit afin d'expliquer aux générations futures la fin d'Illa. Son récit débute par une réunion du Grand Conseil Suprême durant laquelle le chef d'Illa, Rair, informe l'assistance de sa volonté de livrer la guerre à la cité voisine de Nour. En effet, inventeur des machines à sang qui permettent de nourrir par ondes les habitants de la cité, Rair souhaite à présent alimenter ses machines avec des Nouriens à la place d'animaux, afin de rallonger considérablement l'espérance de vie des Illiens.
Écœuré par les projets de Rair, Xié rentre chez lui et découvre sur place que sa fille Silmée vient d'échapper à une tentative d'assassinat. Après avoir discuté avec Toupahou, le fiancé de sa fille — et par ailleurs petit-fils de Rair —, les deux hommes concluent qu'ils doivent mettre un terme aux agissements de Rair, probable instigateur de cet attentat.
Décidé à ne pas se compromettre auprès de Rair, Xié rejoint Fangar, le chef aériste, pour préparer l'offensive contre la cité rivale. Il apprend que Rair a choisi d'utiliser des hommes-singes, des individus génétiquement modifiés pour effectuer les tâches les plus ingrates d'Illa, pour piloter les obus volants. Lorsqu'il rentre chez lui, sa fille Silmée a disparu.
Après quelques heures d'une insoutenable attente, Xié reçoit la visite du chef de la milice, Grosé, venu pour le mettre aux arrêts au motif de négligence. En effet, lors de la préparation de l'assaut contre Nour, il a été surpris par Limm, le chef de la police secrète de Rair, en train de manquer à certains de ses devoirs de vérification des armes. Il est alors emprisonné dans une minuscule cellule. Bien plus tard, alors qu'il a perdu toute notion du temps, Xié est secrètement délivré par Fangar. Cependant, alors que les deux hommes s'échappent à bord d'un engin volant, la machine cesse brutalement de voler et commence à chuter.
Grâce à l'habileté de Fangar, les deux hommes parviennent à atterrir sans dommage. Après avoir appris que sa détention de sept semaines a pu prendre fin grâce aux informations de Grosé, Xié rejoint un groupe de séditieux opposés à la dictature de Rair.
Cachés dans les étables qui abritent les animaux destinés à alimenter les machines à sang, Xié et Fangar sont rejoints par Grosé et Foug, un membre du Conseil Suprême, qui leur apprend que le chef des appareils électriques, Ilg, a déserté au profit de Nour, en s'emparant d'un fragment de pierre-zéro. Le vol de ce minéral, au potentiel extrêmement destructeur, incite Rair à chercher à s'allier à Xié afin de mettre au pas le plus rapidement possible les Nouriens. Négociant la libération de sa fille Silmée et pour protéger Illa d'un péril imminent, Xié accepte de reprendre le commandement de l'armée illienne.
Le lendemain, Xié lance l'offensive avec l'envoi d'obus volants dirigés par des hommes-singes en direction de Nour. Cependant, prévenu par Ilg, le roi Houno avait fait évacuer sa ville juste avant sa destruction. Alors qu'en représailles la flotte aérienne de Nour s'approche d'Illa, Xié envoie des obus volants à sa rencontre. Profitant de l'enthousiasme des Illiens qui assistent à l'échec de l'offensive nourienne, Rair annonce publiquement l'amélioration de son invention permettant de rallonger la vie d'un siècle grâce aux futurs prisonniers de guerre, et son souhait d'étendre le conflit aux cités voisines d'Aslur et Kisor. Alors qu'Illa s'endort dans l'allégresse, des cris et la panique gagnent les rues de la ville.
Attaquant par surprise depuis le sous-sol, les Nouriens diffusent des gaz asphyxiants dans les maisons. Déboussolé par la disparition de sa fille et après avoir réchappé de peu à l'explosion d'une torpille terrestre, Xié prend la direction des travaux d'excavation pour dénicher les Nouriens.
Face aux Illiens paniqués qui cherchent à se réfugier dans la Grande Pyramide, Rair envoie les hommes-singes abattre ses concitoyens, accentuant ainsi l'affolement et l'épouvante. Xié intervient pour neutraliser le dictateur et prend conséquemment le commandement de la cité. Grâce à son sang-froid, il parvient à décimer la flotte aérienne nourienne en utilisant des vibrations radio-actives. Il ne peut savourer cependant sa victoire, car il est aussitôt maîtrisé par des hommes-singes qui rétablissent Rair au pouvoir. Xié est alors condamné pour tentative d'assassinat sur la personne de Rair et envoyé dans les mines pour travailler aux côtés des hommes-singes.

#### Deuxième partie : Les mines

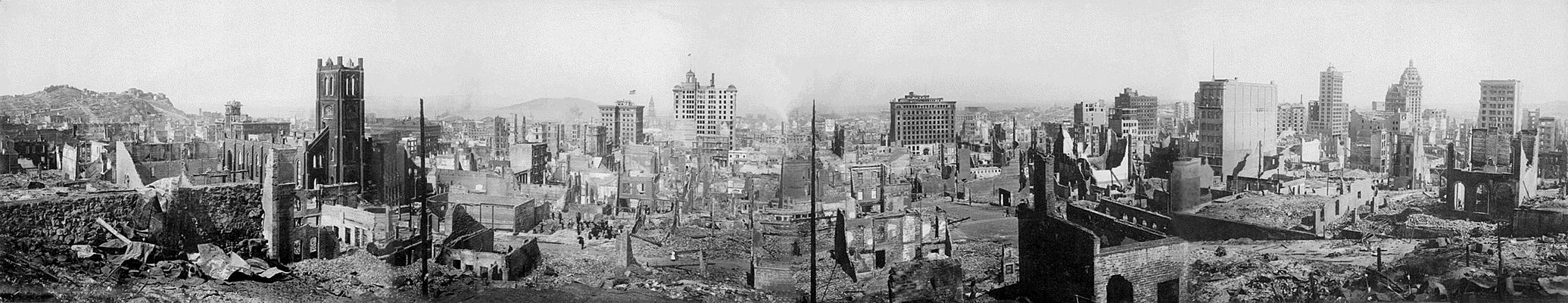
Panorama de San Francisco après le séisme qui aurait été causé par la déflagration de la pierre-zéro.

Tandis que Xié est torturé puis envoyé dans les mines d'extraction de  métal-par-excellence, Rair obtient la reddition complète des Nouriens, contraints de livrer des prisonniers de guerre pour alimenter les machines à sang.
Alors qu'il se résigne à sa nouvelle vie de labeur et de violence, Xié parvient néanmoins à s'attacher l'amitié d'un homme-singe du nom de Ouh. Celui-ci lui apprend le langage secret des esclaves et lui donne des astuces pour survivre. Pourvu d'alliés, il entreprend alors de préparer son évasion. Pour cela, l'ancien chef des armées parvient à inciter trois mille hommes-singes à se révolter. C'est donc au prix de nombreux morts que les insurgés prennent le contrôle de la mine.
Après en avoir pris le contrôle, les insurgés parviennent à sortir par le puits d'accès aux mines. Massacrant tout humain sur leur passage, dont les miliciens et les ingénieurs illiens responsables des machines à sang, Xié et seulement une dizaine d'hommes-singes gagnent la surface de la ville.
Lors de sa fuite, Xié rencontre Limm et l'assassine. Il s'empare alors de la plaque d'identification de l'espion et de son arme pour passer les contrôles. Au prétexte d'une inspection à effectuer, il prend la fuite à bord d'un aérion et quitte Illa en direction de Nour. Après avoir posé son engin volant, il poursuit à pied et se fait attaquer par un individu. Neutralisant facilement ce dernier, il découvre, abasourdi, qu'il s'agit de son ami Fangar, qui avait réussi à s'enfuir pour venir se cacher dans cette région nourienne. Agonisant, celui-ci lui raconte juste avant de mourir que Silmée et Toupahou sont encore en vie, cachés chez les Nouriens.
Arrivant dans une Nour dévastée, Xié vole et tue pour subvenir à ses besoins. Il se rend dans l'endroit indiqué par Fangar et tombe sur le traître Ilg qui lui révèle où sont sa fille et son fiancé. Après leurs retrouvailles, Xié envoie Toupahou à Illa négocier avec son grand-père Rair leur retour. Quelques jours plus tard, apprenant que son fiancé a été exécuté dès son arrivée, Silmée se donne à son tour la mort. Décidé à se venger, Xié rentre à Illa. Il découvre une ville sinistrée depuis la révolte des hommes-singes, qui a stoppé l'extraction de minerai nécessaire au bon fonctionnement des machines à sang. Xié termine son manuscrit en déclarant son intention de détruire Illa en provoquant l'explosion de la pierre-zéro et de léguer son récit à la postérité.
Le récit se conclut sur une note de l'auteur qui raconte que lorsque la servante du Docteur Akinson jeta le manuscrit et la pierre — qui était visiblement un fragment de pierre-zéro — au feu, cela provoqua la destruction de la ville de San Francisco le 5 mai 1905,.

### Personnages principaux
Le récit est introduit par un long prologue qui vise à expliquer comment l'auteur s'est retrouvé en possession du manuscrit. Celui-ci a été découvert par des marins, puis vendu au professeur Akinson, un docteur qui consacre toute sa vie à sa traduction. Parvenu à en déchiffrer l'écriture, il ne peut malheureusement profiter de sa découverte car il est tué dans le séisme de San Francisco de 1906.
Le personnage principal de ce court roman se nomme Xié. Narrateur du récit, il est le général en chef des armées d'une cité antique du nom d'Illa. Il est partagé entre sa loyauté envers sa patrie et sa haine pour celui qui la dirige, Rair. En effet, malgré son rang de militaire, il s'oppose vigoureusement aux méthodes amorales du dictateur et ne trouve d'issue à sa révolte que dans un holocauste final. Décrit comme un personnage polymorphe — il devient tour à tour chef des armées, traître, esclave —, il possède les caractéristiques du héros de roman populaire et permet au lecteur de s'identifier à son destin. En apparaissant comme le courageux rebelle qui transcende sa condition de militaire, il est le dernier rempart à la décadence morale de sa cité. Ainsi, outre sa volonté de protéger sa fille Silmée et son fiancé Toupahou, par ailleurs petit-fils de Rair, Xié se révolte contre le dirigeant d'Illa. Il est rejoint dans sa lutte par quelques alliés, dont Grosé, le chef de la milice, et Fangar, le chef de la flotte arienne, son seul véritable ami, mais dont il cause la mort. Enfin, il s'allie également avec les hommes-singes, une population d'esclaves issue d'un antique croisement génétique entre des populations noires et des singes, et en particulier avec son compagnon d'esclavage Ouh, qu'il entraîne dans son insurrection.
Vivant au sommet d'une pyramide, le dirigeant d'Illa, Rair, est également un génial inventeur. Figure du dictateur froid dénoué de moralité, il déclenche une guerre contre la cité voisine Nour, dans le but de lui réclamer des prisonniers de guerre pour alimenter ses machines à sang et ainsi prolonger la vie des Illiens. Il est secondé de Limm, chef de sa police secrète, qui voue à Xié une haine féroce.

## Style et courant littéraire

### Procédés narratifs

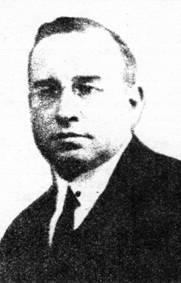
L'auteur, José Moselli livre avec ce récit, l'histoire tragique de la cité d'Illa.

Ce roman, qui révèle l'existence d'une antique civilisation perdue, est raconté sous forme d'analepse. En effet, tandis que le prologue, daté du début du XXe siècle, raconte comment le narrateur s'est retrouvé en possession d'un manuscrit écrit par Xié, un habitant de la cité d'Illa ; les parties suivantes du roman sont racontés par Xié lui-même. C'est la seconde fois — après le roman Le Dernier Pirate paru l'année précédente — que José Moselli écrit son récit à la première personne.
Par ailleurs, l'auteur raccroche le récit à un événement récent pour véritablement l'ancrer dans le réel. Ainsi, il explique que la destruction de San Francisco survenue en 1906 ne serait pas l'œuvre d'un tremblement de terre, mais qu'elle aurait été causée par la combustion d'un fragment de « pierre-zéro » — déjà à l'origine de l'anéantissement d'Illa — retrouvé en même temps que les mémoires de Xié.
Initialement publié en feuilleton dans une revue, le roman est constitué de vingt-trois parties autonomes. C'est pourquoi, José Moselli réutilise les codes du feuilleton pour non seulement construire un récit au rythme soutenu qui multiplie péripéties et rebondissements, mais de plus pour achever chaque partie sur un suspense qui fidélise le lecteur. D'une manière générale, le feuilleton exige une certaine technique d'écriture. En effet, son format est sensible aux fréquentes demandes de modifications de l’éditeur, lui-même soumis aux attentes des lecteurs. Cette réalité éditoriale pourrait expliquer pourquoi les derniers chapitres semblent avoir été bâclés.
Avec ce roman, José Moselli livre une œuvre fortement pessimiste. Il met en scène une histoire tragique au cours de laquelle le personnage principal voit sa carrière se briser, et lorsqu'il pense réussir à se relever, il voit périr sa fille et son seul ami, qu'il tue lui-même par accident. L'auteur utilise, par ailleurs, la spatialité pour construire son récit. Il oppose ainsi Rair, vivant au sommet de sa pyramide, à Xié, précipité dans les sous-sols d'Illa en compagnie des hommes-singes esclaves. En outre, au-delà de la tragédie personnelle, Moselli juxtapose les progressions de Xié et celle d'Illa tout au long du roman. Ainsi, aux douloureuses épreuves subies par ce personnage correspondent les différentes étapes de la destruction de la cité.

### L'anticipation dystopique, une littérature merveilleuse-scientifique
Feuilletoniste spécialisé dans les romans d'aventures, José Moselli écrit en 1925 ce court roman affilié à la littérature merveilleuse-scientifique. Considéré comme l'œuvre maîtresse de sa production conjecturale, La Fin d'Illa illustre un certain nombre de thèmes récurrents de cette littérature merveilleuse-scientifique qui se développe en France depuis la fin du XIXe siècle, à l'instar du monde perdu, de l'utopie, de la guerre dévastatrice et plus généralement de l'extrapolation des découvertes scientifiques. Ainsi, à travers ces thèmes, José Moselli reprend le mythe de l'Atlantide, en racontant le destin tragique d'une cité antique, mais technologiquement avancée, avec son engloutissement par l'océan.
Bien que son action se situe dans le passé, le roman est néanmoins considéré comme un récit d'anticipation. En effet, l'auteur place son récit dans un cadre rétrofuturiste, dans lequel il retrace la disparition antérieure d'une société hautement technologique. Ainsi, la description de cette société illienne permet au lecteur de l'identifier comme un de ses avenirs possibles.  D'ailleurs, cette anticipation repose principalement sur deux évolutions qui correspondent parfaitement aux inquiétudes qui existent dans les années 1920 : l'évolution incessante du progrès technique et celle de la situation politique européenne. Publié en 1925, le roman accomplit la prouesse d'anticiper vingt ans en avance, tant les horreurs mises en place par le Troisième Reich avec la déshumanisation de ses ennemis, que la dévastation des bombardements atomiques. Les critiques relèvent, par ailleurs, que la réussite de l'anticipation se retrouve jusque dans le choix des noms, puisque si le dictateur d'Illa, Rair, fait penser au nom d'Hitler, son chef de la police secrète, Limm, évoque celui d'Himmler.
Outre son appartenance au genre de l'anticipation, La Fin d'Illa peut également être qualifié de roman utopique tant l'auteur s'emploie à décrire une société en apparence idéale grâce au foisonnement d'inventions. Néanmoins, dès l'ouverture du récit, c'est en premier lieu sa dimension dystopique qui est mise en avant, avec la description de la dépendance physiologique des citoyens d'Illa aux machines à sang, et in fine à son inventeur, le dictateur Rair. Pour José Moselli, raconter une histoire qui se déroule dans le passé permet justement de mettre l'accent sur la nature utopique de la cité, en établissant notamment le parallèle avec l'antique Atlantide. Comme elle, Illa est une société paradoxale, traversée par des forces centrifuges, où les prouesses technologiques s'accompagnent de l'ennui des citoyens, où leur confort est lié à la dictature d'un homme.

## Les thèmes abordés

### Une civilisation technologiquement très avancée

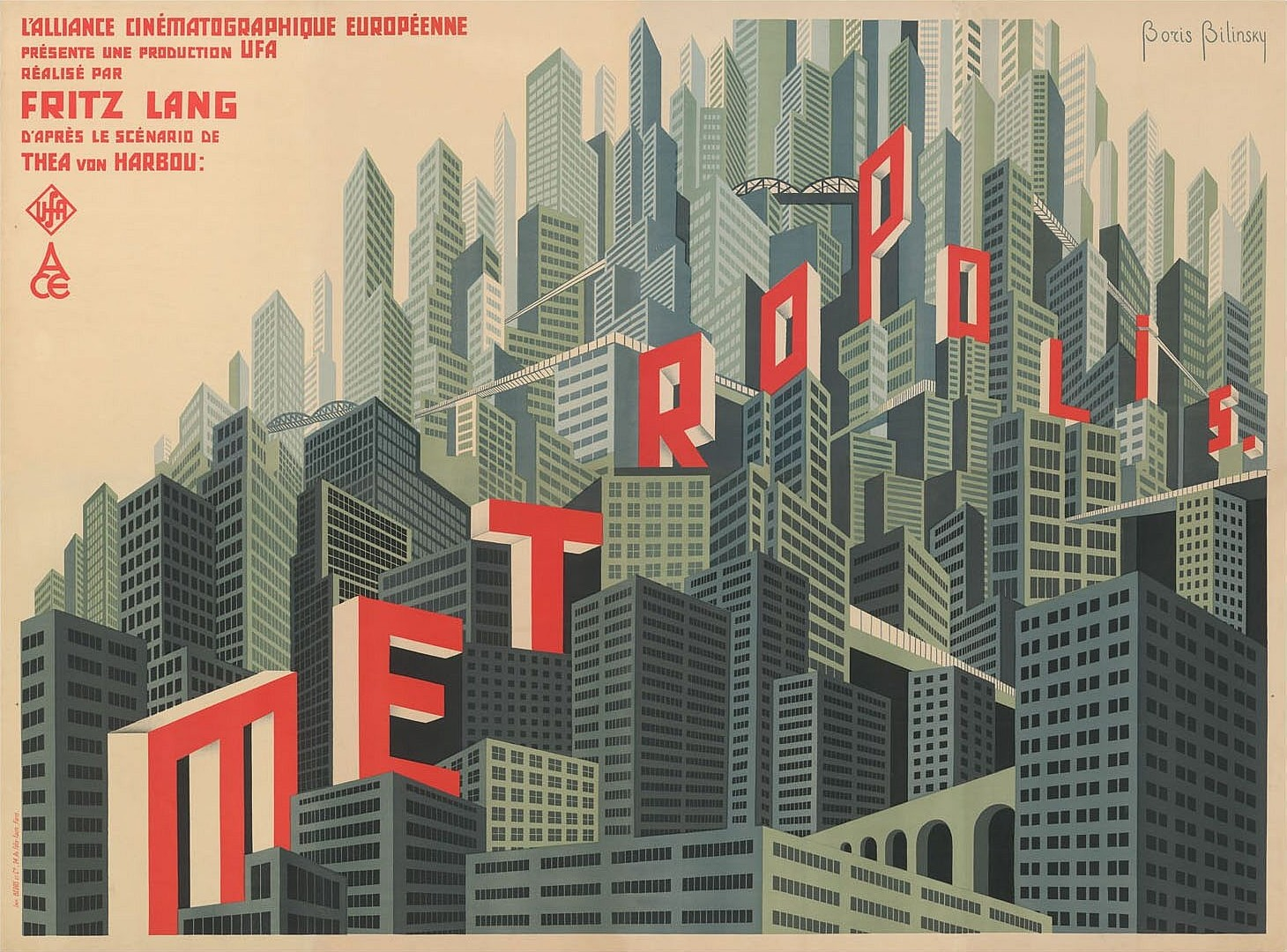
À l'image de Metropolis, la ville démesurée mise en scène par Fritz Lang en 1927, Illa est une mégapole dystopique.

Dans La Fin d'Illa, José Moselli décrit une antique civilisation très avancée scientifiquement, dont la technologie a aujourd'hui entièrement disparu. À travers la description d'une ville grandiose et futuriste, une véritable « Metropolis », l'auteur dresse l'inventaire d'une multitude d'innovations technologiques, dont les habitants tirent un grand confort.
La plus emblématique des inventions de ce monde porte sur l'alimentation des citoyens d'Illa. Débarrassés de toute nourriture solide, ces derniers sont directement nourris sous forme d'ondes grâce à des « machines à sang ». Ces appareils utilisent le sang de porcs et de singes qu'ils transforment en une énergie qui est diffusée sur l'ensemble de la cité. C'est d'ailleurs l'amélioration de cette invention qui entraîne la guerre entre Illa et sa voisine Nour. En effet, le dirigeant illien et inventeur des machines à sang, Rair, parvient encore à perfectionner ces machines. Ces nouvelles versions, qui fonctionnent à présent avec du sang humain, sont non seulement bien plus efficaces, mais elles permettent également de prolonger la moyenne de vie humaine d'un siècle. Ainsi, c'est pour se fournir en vie humaine qu'Illa déclare la guerre à la cité de Nour.

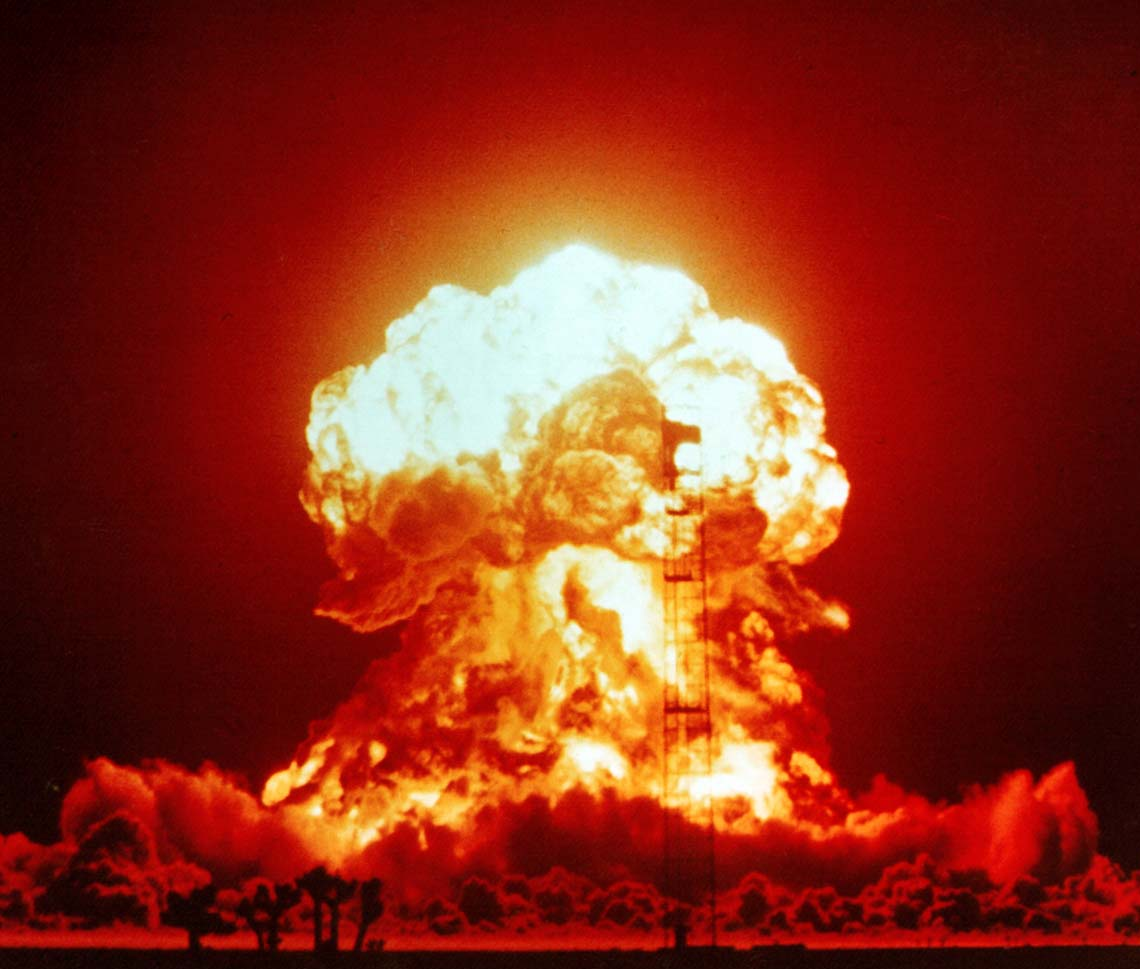
À l'origine de la puissance militaire d'Illa, la pierre-zéro a une puissance dévastatrice équivalente à celle d'une bombe atomique.

Bien que plus petite que sa voisine Nour avec qui elle se dispute l'hégémonie, Illa est une immense mégalopole de dix-sept kilomètres de diamètre et d'une hauteur de sept cent mètres. Les habitations, situées sous la surface, sont recouvertes d'une immense terrasse qui capte les rayons du soleil pour assurer l'éclairage de la ville. Au centre de cette terrasse se dresse une pyramide, siège du gouvernement. En outre, pour faciliter le déplacement des habitants, les planchers des habitations produisent des émanations magnétiques qui suppriment les neuf dixièmes de la pesanteur.
Enfin, la puissance militaire illienne repose également sur sa technologie. Outre sa flotte d'obus volants, avions composés avec un métal très léger, le métal-par-excellence, et pouvant contenir jusqu'à huit bombes, la cité maîtrise la science de la pierre-zéro, dont les ravages peuvent égaler l'explosion d'une bombe atomique.

### Une société qui s'affranchit de toute contrainte morale
Alors que la civilisation illienne s'est perfectionnée scientifiquement, elle s'est a contrario dégradée moralement. José Moselli, avec ce roman, dénonce le progrès scientifique qui devient lui-même barbarie lorsqu'il nie l'individu. Dans le régime de Rair, l'individu ne compte plus, installé dans un ennuyeux confort, il n'est plus qu'une cellule amorphe de l'État. En oblitérant la valeur humaine, les condamnations des criminels deviennent des moments de spectacle durant lesquels leurs bras sont dissous dans de l'acide ; les opposants politiques, réduits au rang de bêtes, sont avilis. C'est d'ailleurs cette décadence morale qui est à l'origine de la chute de la cité. Véritablement, José Moselli met en lumière cette amoralité de la science qui, lorsqu'elle est uniquement au service de l'ambition personnelle, se révèle finalement autodestructrice.
Toute sa structure sociale d'Illa est d'ailleurs fondée sur des pratiques eugénistes, en particulier grâce à l'emploi d'esclaves. En effet, toutes les tâches pénibles et les travaux lourds sont abandonnés à une population génétiquement modifiée, les hommes-singes, descendants de populations noires que les savants ont fait régresser vers un stade primitif :

« Par des nourritures appropriées, par des exercices savamment dosés, nous avons réussi à atrophier le cerveau de ces anthropoïdes et à décupler la vigueur et l’endurance de leurs muscles. Un homme-singe peut soulever sept cents kilos et travailler cinq jours sans arrêt aux tâches les plus dures, sans pour cela atteindre la limite de ses forces. »

En outre, l'utilisation de machines à sang illustre cet affranchissement moral dont sont capables les citoyens d'Illa pour améliorer leur confort. En effet, si ce vampirisme porte initialement sur la transformation de sang animal (porcs, singes) en effluves nourrissants, les Illiens acceptent l'utilisation de sang humain pour augmenter leur longévité. La guerre contre la voisine Nour est la conséquence de ce besoin d'approvisionnement en victimes humaines. Et Moselli décrit un pouvoir véritablement sanguinaire, puisque celui-ci accepte le sacrifice d'une partie de sa population, à travers de violentes scènes de massacre et de destruction, pour parvenir à ses objectifs. La révolte du narrateur de l'histoire, Xié, incarne l'opposition à cette inexorable dépravation d'Illa. Chef des armées, ce militaire refuse pourtant de franchir cette limite morale qui consiste à se repaître du sang de ses ennemis.
Cette décadence morale des habitants d'Illa illustre, aux yeux de Moselli, la nature cruelle de l'homme. Celui-ci, quelle que soit son origine géographique, son époque, qu'il vive dans une société industrielle ou primitive, est tout à fait prêt à sacrifier son semblable pour améliorer son confort. Cette caractéristique constante de l'homme n'est, en effet, en rien corrigée par les avancées scientifiques. Au contraire, Rair, un scientifique perverti moralement par le pouvoir, met à profit la science pour renforcer son exercice du pouvoir suprême.

### Les germes du totalitarisme

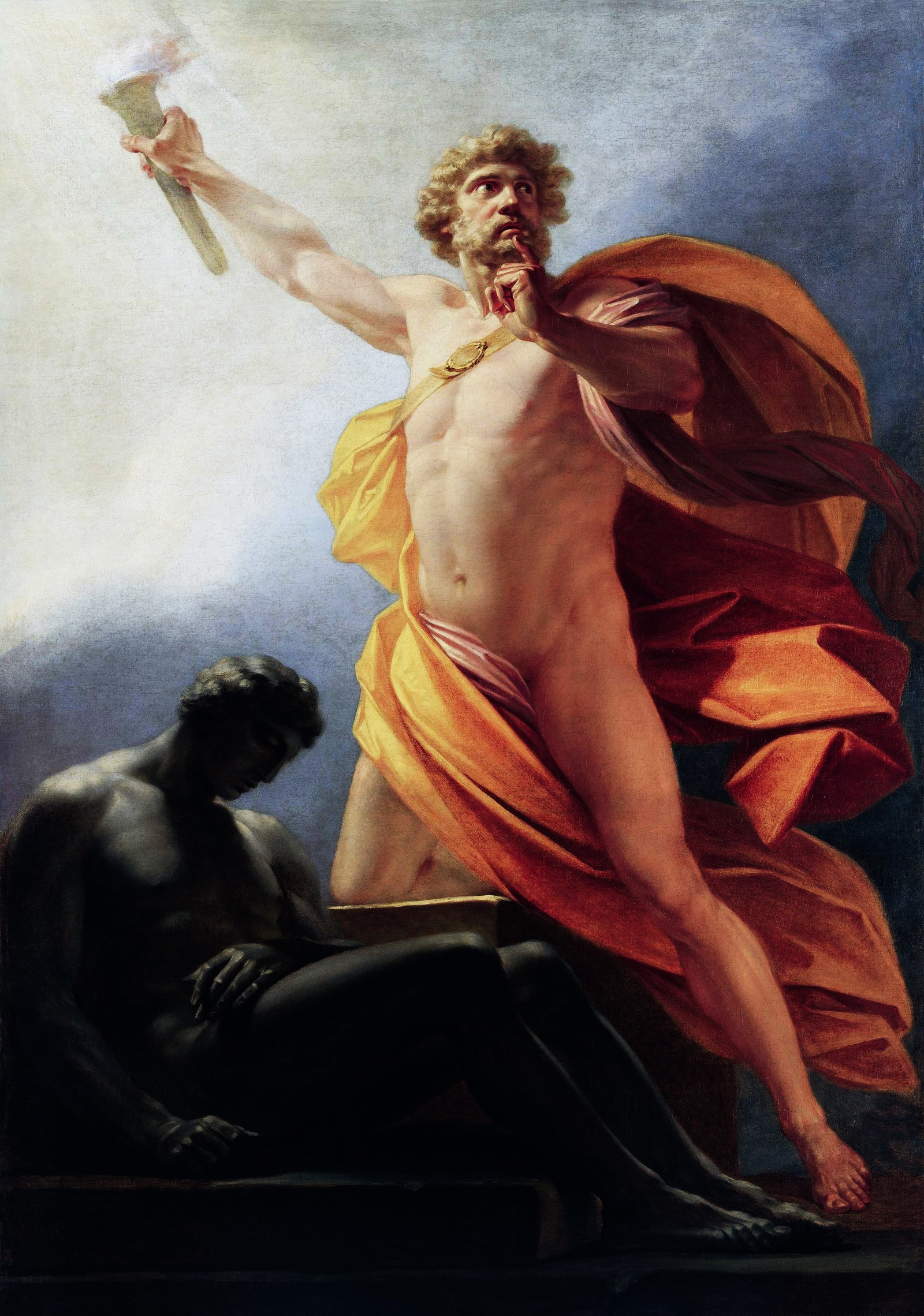
José Moselli réinterprête le mythe prométhéen, où le tyran Rair apporte la science aux hommes afin de servir ses propres desseins.

Dans La Fin d'Illa, José Moselli décrit un système politique véritablement totalitaire. C'est grâce à sa mainmise totale sur le développement des technologies que Rair parvient à renforcer son pouvoir sur les masses. La volonté de Moselli de représenter l'alliance entre le pouvoir et la science dans un roman populaire, prend place dans un contexte d'évolution des topos littéraires. Puisque si au XIXe siècle, le mythe prométhéen prospère à travers la figure du savant fou, ce personnage est remplacé à partir du XXe siècle par celui, tout aussi inquiétant, du tyran.
Le personnage de Rair, tyran injuste et autoritaire, est parvenu à associer les scientifiques au service de son pouvoir. Les membres du Conseil d'Illa — qui forme le gouvernement de la cité —, alors même qu'ils auraient dû être les garants d'une utilisation consciencieuse de la science, ont été également pervertis par les promesses de Rair. En effet, la création puis l'amélioration des machines à sang est son levier le plus puissant pour consolider son régime dictatorial. Devenu incapable de se nourrir d'aliments solides comme le font les hommes-singes, le peuple est totalement dépendant de cette invention. C'est pourquoi, avili par cette dépendance, il apporte son adhésion aux funestes projets de Rair.
Après la trahison d'Ilg, qui non seulement évente ses projets de mener une offensive contre Nour, mais apporte en outre un fragment de pierre-zéro au gouvernement nourien, le dictateur d'Illa décide d'engager une guerre préventive contre son voisin. À la suite de l'échec de celle-ci, il n'hésite pas à sacrifier son peuple pour consolider son autorité. En effet, subissant l'assaut des forces de Nour, Rair cède à la panique et se met à massacrer les citoyens d'Illa qui, fuyant leurs abris souterrains envahis par le gaz, cherchent à trouver refuge dans la pyramide, siège du gouvernement. Totalement affolé, il accélère la destruction de sa ville plutôt que de perdre le pouvoir. Finalement, triomphant des forces nouriennes grâce à l'intervention de Xié, Rair élimine les derniers opposants et installe son règne de terreur.

## Publications et postérité
Considéré comme une œuvre majeure dans la production littéraire de José Moselli, La Fin d'Illa paraît pour la première fois dans le numéro 283 de la revue Sciences et Voyages du 29 janvier 1925. Agrémenté des illustrations d'André Galland, le roman est publié en vingt-trois parties jusqu'au numéro 306 du 9 juillet 1925.
En 1962, sous l'influence de Jacques Bergier et Francis Carsac, le roman est publié en deux parties, dans les numéros 98 et 99 de la revue Fiction, spécialisée dans la littérature de l'imaginaire. Au début des années 1970, le roman est réédité à deux reprises. Tout d'abord en 1970, dans un recueil aux côtés des nouvelles Le Messager de la planète et La Cité du gouffre publié par les éditions Rencontre dans la collection « Chefs-d'œuvre de la science-fiction ». Puis, en 1972 par les éditions Marabout dans la collection « Bibliothèque Marabout – Science fiction ».
Enfin, La Fin d'Illa est à nouveau publié à deux reprises au milieu des années 1990. Les éditions Grama éditent l'ouvrage, enrichi par les illustrations de Denis de Rudder, dans leur collection « Le Passé du futur » en 1994, tandis que l'année suivante, les éditions Omnibus font figurer le roman de Moselli dans l'anthologie Atlantides, les îles englouties aux côtés de nombreux récits portant sur le thème de l'Atlantide.

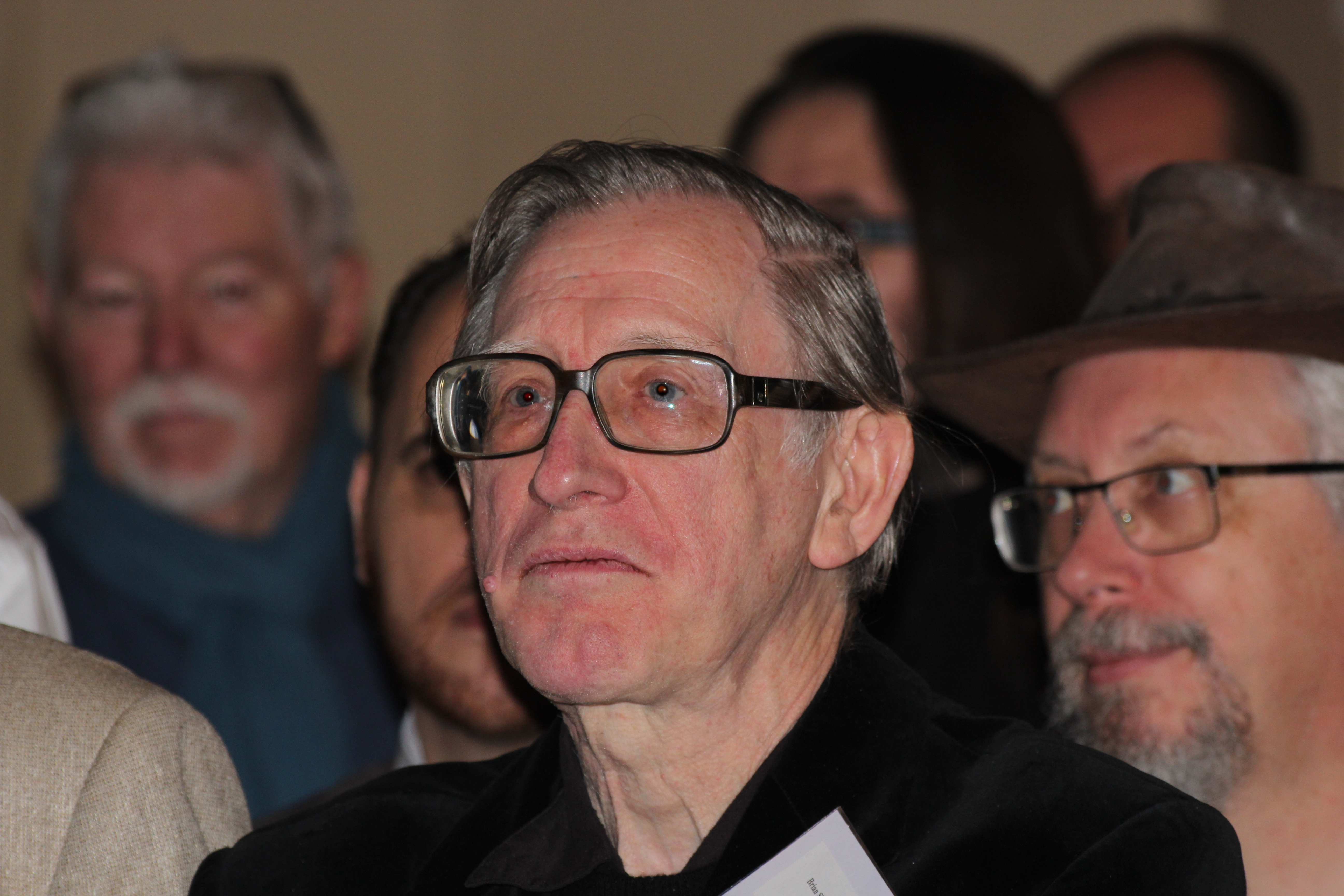
Amateur de la littérature conjecturale des, l'écrivain britannique Brian Stableford a traduit le roman en 2011.

En 1994, dans une postface écrite lors de la réédition de l'ouvrage aux éditions Grama, l'essayiste de science-fiction Jacques Van Herp avance que ce roman est à l'origine du déclin provisoire de la science-fiction française, au motif que cette littérature fut suspectée par le tribunal d'Amiens de pervertir la jeunesse. Même si cette hypothèse est contestée — ou tout au moins prise avec précaution —, elle témoigne de la disparition progressive des récits d'imagination scientifique à partir des années 1930, notamment à travers une pratique de l'autocensure par les auteurs.
Hormis cette possible influence sur le genre, ce roman apparaît néanmoins aujourd'hui comme une œuvre prémonitoire, qui anticipe à travers le récit de Rair et de sa guerre préventive, les actions de Hitler avec ses manœuvres de blitzkrieg quinze ans plus tard.
Malgré des rééditions régulières en France dans la seconde moitié du XXe siècle, le roman ne s'exporte pas à l'étranger dans la même période. Ce n'est finalement qu'en 2011 que cette œuvre est traduite par Brian Stableford pour être publiée par les éditions Black Coat Press en langue anglaise.
Le style très épuré qui était propre à José Moselli faisait qu'il était un des auteurs préférés du Général de Gaulle.